# East Lyme
East Lyme város az USA Connecticut államában, New London megyében. Lakosainak száma 18 693 fő (2020. április 1.).

## Népesség
A település népességének változása:

| 2010 | 19 159 |
| 2020 | 18 693 |